# Mazda RX-8
Der Mazda RX-8 ist ein von Anfang 2003 bis Juni 2012 gebautes Pkw-Modell des japanischen Automobilherstellers Mazda. Er ersetzte den im Herbst 2002 eingestellten Mazda RX-7.

## Technik
Der Wankelmotor im RX-8 hat den Kunstnamen Renesis (zusammengesetzt aus Rotary Engine und Genesis). Das Besondere an dieser Weiterentwicklung des Mazda 13B-Motors sind der Seiteneinlass und -auslass. Bis dahin wurden die Auslasskanäle durch das Trochoidgehäuse geführt. Dabei gelangte ein nicht unwesentlicher Teil unverbrannten Gemischs nach außen. Durch den Seitenauslass wird die unerwünschte Überlappung der Öffnung von Aus- und Einlasskanälen vermieden und so der Austritt unverbrannter Kohlenwasserstoffe unterdrückt. Stattdessen werden die Restgase in den nächsten Verbrennungszyklus überführt. Eine Abgasrückführung wie die meisten Hubkolbenmotoren benötigt der Renesis-Motor daher nicht. Laut Hersteller besitzt der RX-8 ein Hubraumäquivalent (Vergleichswert zum Hubkolbenmotor) von 2,6 Litern. Der Motor hat mehrere Preise gewonnen, darunter den „Engine of the year“-Award in der Klasse 2.5 - 3 Liter Hubraum.
Die Einlasskanäle (zwei beim 192-PS-, drei beim 231-PS-Motor) sind im Vergleich zum Vorgänger um 30 Prozent größer ausgelegt und werden deutlich früher geöffnet. Im Gegenzug werden die fast doppelt so großen Auslasskanäle (zwei statt zuvor nur einer pro Rotor) verzögert freigegeben und geschlossen. Das Ergebnis sind ein verlängerter Auslasstakt und ein höherer thermischer Wirkungsgrad, also mehr Leistung bei erheblich geringerem Benzinverbrauch (30 % weniger im Leerlauf, 20 % weniger im Betrieb) und Ölverbrauch (0,3 l/1000 km).
Der RX-8 besitzt keine B-Säulen. Die Fondtüren sind hinten angeschlagen. Sie werden von Mazda als Freestyle-Doors bezeichnet. Diese lassen sich nur öffnen, wenn die vorderen Türen ebenfalls geöffnet sind. Dies und der Kreiskolbenmotor unterscheiden den RX-8 damit von anderen Sportcoupés. Die Form des Kreiskolbens wird im Design der Motorhaube und vielen Ausstattungsdetails sichtbar. An den Entwürfen war auch Kevin Rice beteiligt, der 2013 Creative Director bei Mazda Europa wurde.
Das Fahrzeug verfügt über einen Front-Mittelmotor (Motor zwischen den Achsen, aber vor der Fahrgastzelle) und einen über eine Kardanwelle aus Karbonfaser verbundenen Hinterradantrieb. Die Gewichtsverteilung beträgt fast 50:50 % im unbeladenen Zustand. Der Motor ist um 30 Prozent kompakter und leichter als im RX-7 und wiegt nur 124 kg. Das Fahrzeug ist serienmäßig mit einem elektronischen Stabilitätsprogramm, DSC (Dynamic Stability-Control) genannt, ausgestattet.
Die Vorderachse ist als Doppeldreieckslenkeraufhängung ausgeführt, die Hinterachse wird von einer sogenannten Multi-Link-Anordnung geführt.
Der RX-8 ist eines der wenigen Modelle der Marke Mazda, welches zu jener Zeit nicht auf Ford-Basis gefertigt wurde. Die Plattform des RX-8 kommt weiterhin beim Mazda MX-5 der dritten Generation zum Einsatz.
Seit der Überarbeitung im Herbst 2009 wurde der RX-8 in Deutschland nur noch mit dem 231-PS-Motor angeboten. Mit der verpflichtenden Einführung der Euro-5-Abgasnorm stellte Mazda den Import nach Europa Anfang 2011 ganz ein.

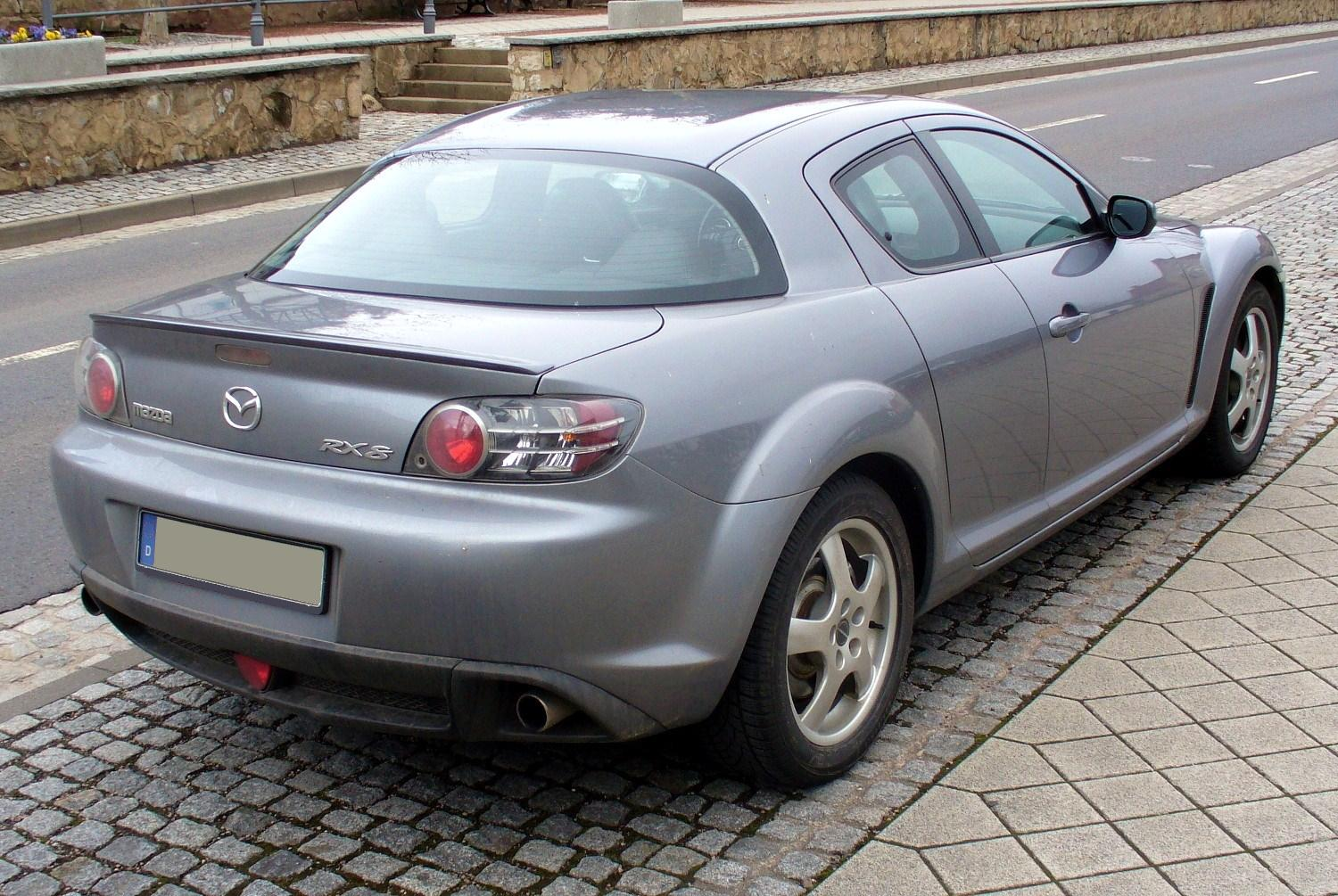
Heckansicht des RX-8
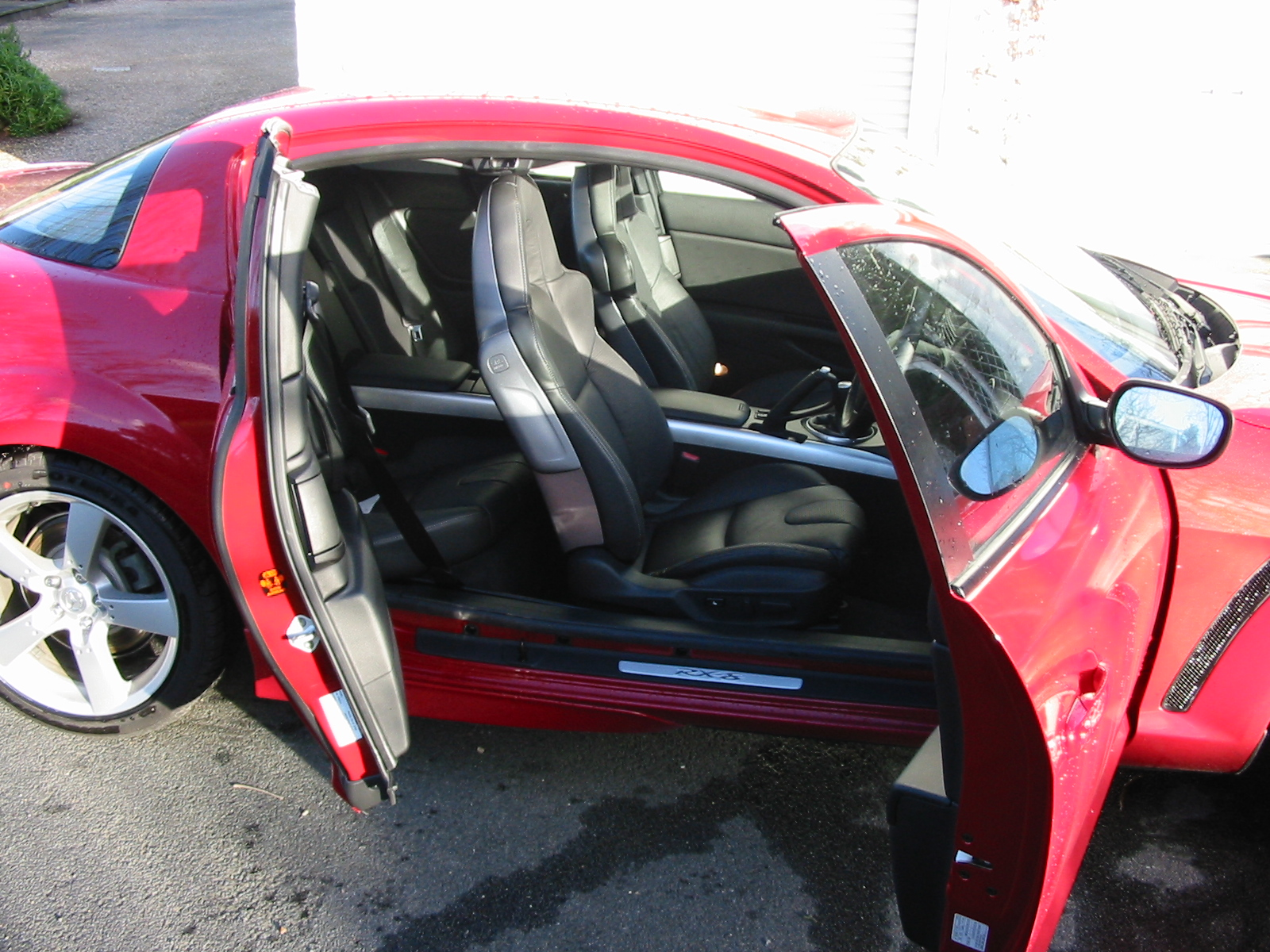
Die gegenläufig öffnenden Türen
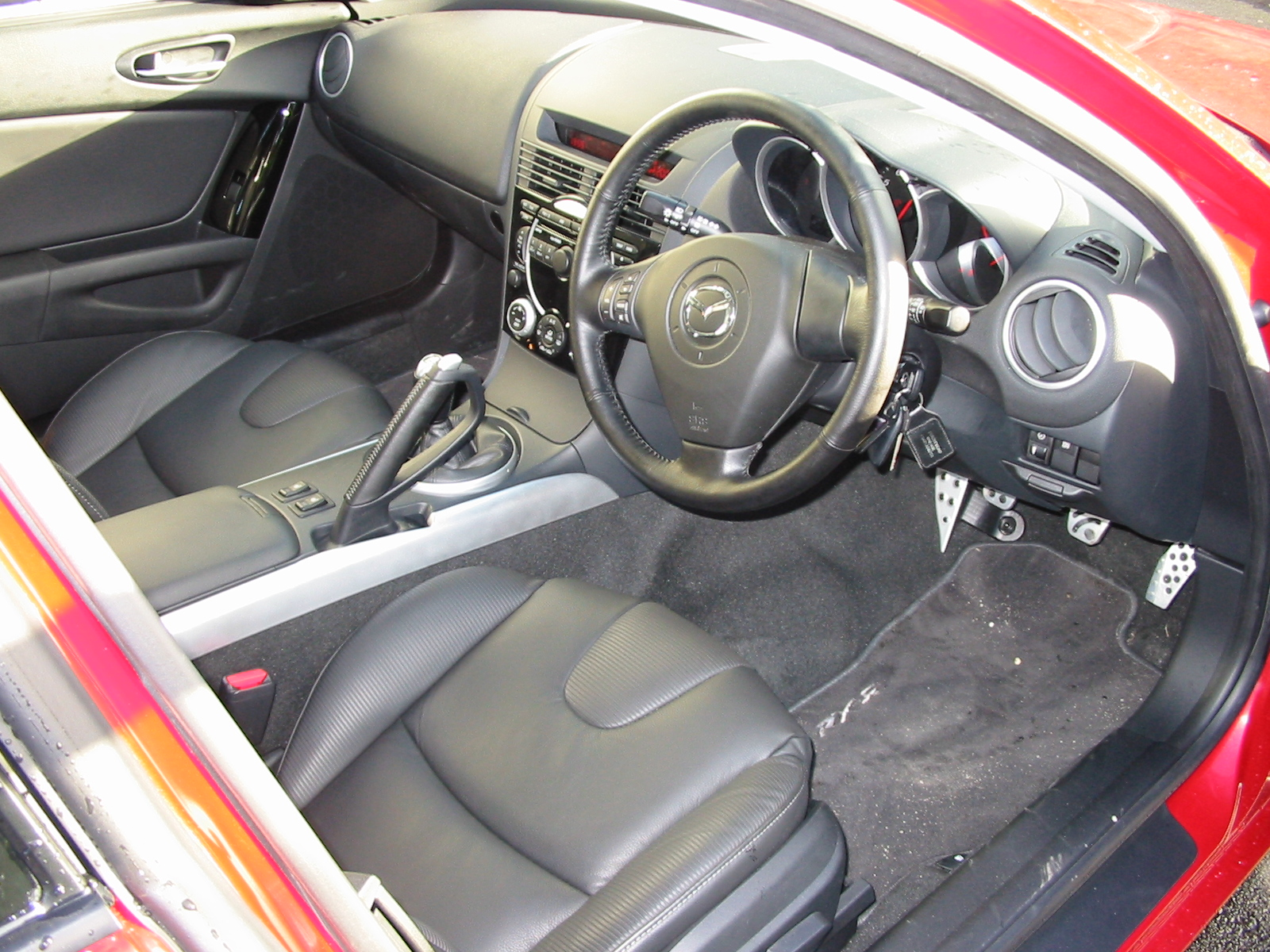
Cockpit
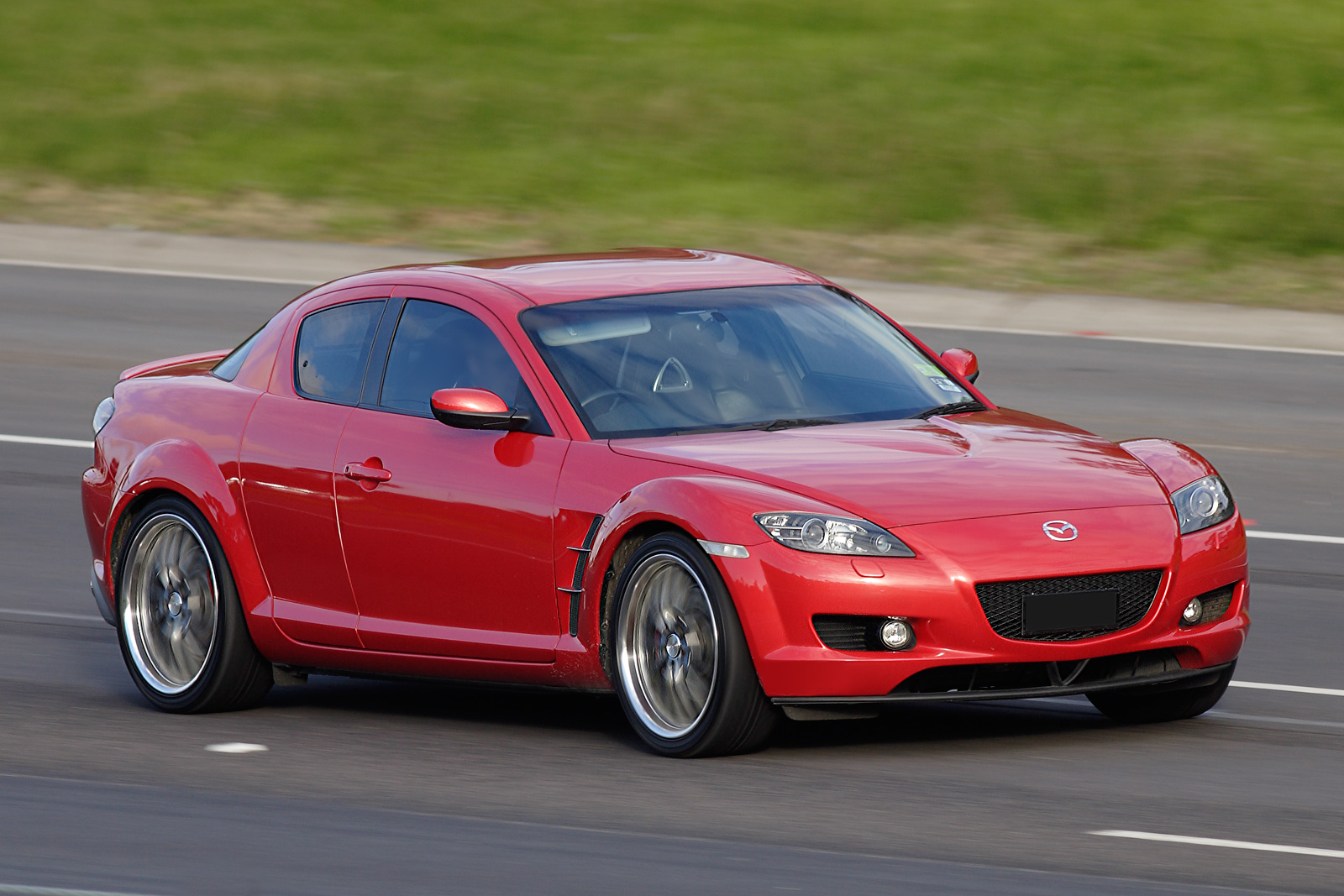
RX-8 in Fahrt

## Technische Daten
Es existieren zwei Leistungsstufen. Die Motoren unterscheiden sich nur in der Anzahl der Ansaugkanäle:
| Motorbauart                                | 2-Rotoren-Kreiskolbenmotor (Wankelmotor)  | 2-Rotoren-Kreiskolbenmotor (Wankelmotor)  | 2-Rotoren-Kreiskolbenmotor (Wankelmotor)  | 2-Rotoren-Kreiskolbenmotor (Wankelmotor)  |
| Kammervolumen                              | 2 × 654 cm³ (Hubraumäquivalent: 2616 cm³) | 2 × 654 cm³ (Hubraumäquivalent: 2616 cm³) | 2 × 654 cm³ (Hubraumäquivalent: 2616 cm³) | 2 × 654 cm³ (Hubraumäquivalent: 2616 cm³) |
| Leistung                                   | 141 kW (192 PS) bei 7000 min−1            | 141 kW (192 PS) bei 7000 min−1            | 170 kW (231 PS) bei 8200 min−1            | 170 kW (231 PS) bei 8200 min−1            |
| maximales Drehmoment                       | 220 Nm bei 5000 min−1                     | 220 Nm bei 5000 min−1                     | 211 Nm bei 5500 min−1                     | 211 Nm bei 5500 min−1                     |
| maximale Drehzahl (roter Bereich)          | 7500 min−1                                | 7500 min−1                                | 9000 min−1                                | 9000 min−1                                |
| Getriebe                                   | 5-Gang-Schaltgetriebe                     | 4-Gang-Automatikgetriebe                  | 6-Gang-Schaltgetriebe                     | 6-Gang-Automatikgetriebe                  |
| Höchstgeschwindigkeit                      | 223 km/h                                  | 230 km/h                                  | 235 km/h                                  | 240 km/h                                  |
| Beschleunigung, 0–100 km/h                 | 7,2 s                                     | 7,3 s                                     | 6,4 s                                     | 6,5 s                                     |
| Kraftstoffverbrauch (nach ECE, kombiniert) | 10,8 l/100 km                             | 11,0 l/100 km                             | 11,2 l/100 km                             | 11,4 l/100 km                             |

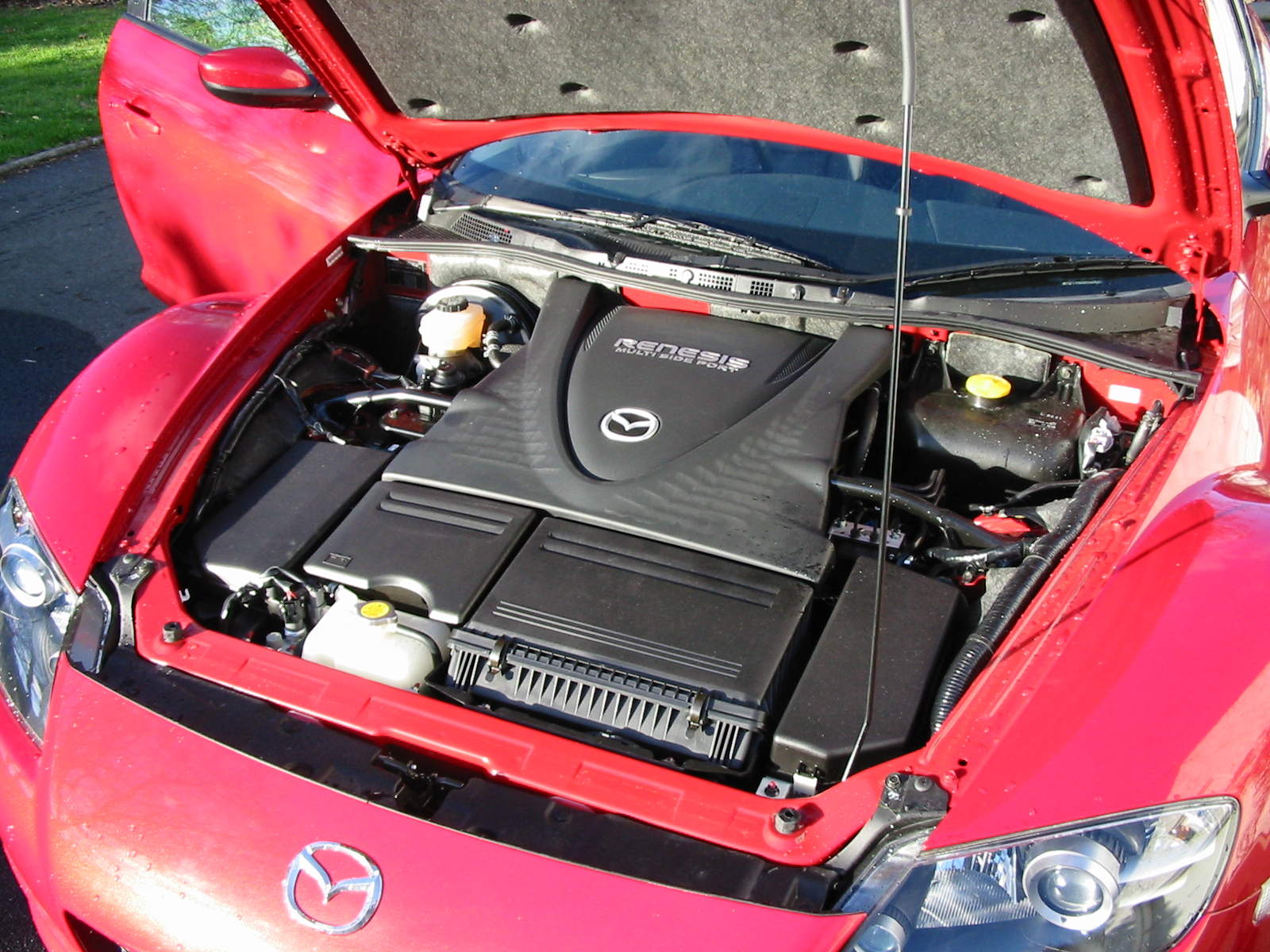
Der Motorraum des RX-8, gut zu erkennen die Kreiskolbenform der Motorabdeckung

2003 stellte Mazda das erste Exemplar des Mazda RX-8 Hydrogen RE vor. Bei diesem Fahrzeug kann der Motor wahlweise mit Benzin oder mit Wasserstoff betrieben werden.

## Sondermodelle
Neben den Ausstattungsversionen Renesis (niedrigste Ausstattungsvariante ab 26.900 Euro), Challenge und Revolution sind mehrere Sondermodelle erhältlich:

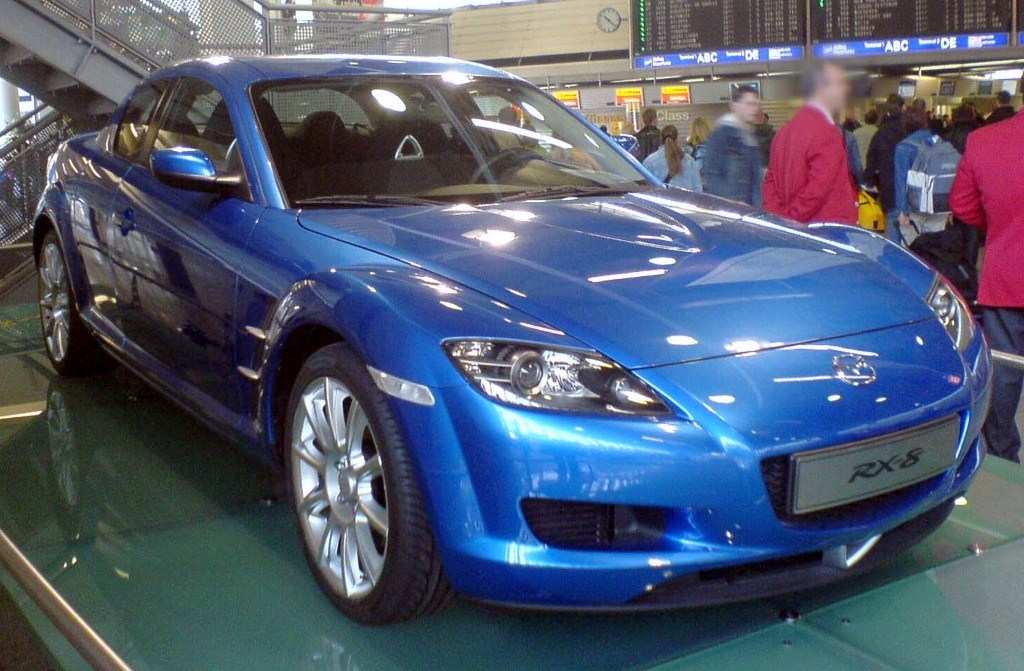
RX-8 Sondermodell Contest

- Die Ende 2005 angebotene und auf 400 Stück begrenzte Version Contest basiert auf der Ausstattung des 141-kW-Renesis. Sie verfügt über 18-Zoll-Leichtmetallräder im Zehnspeichen-Design, Aluminiumapplikationen außen, an den Lüftungsdüsen und den Einstiegsleisten im Innenraum. Weiterhin gibt es lederbezogene Mittelkonsolendeckel vorne und hinten sowie Fußmatten und einen CD-Spieler. Der Preisvorteil lag bei 3.400 Euro.[10]
- Das frei nach den Matrix-Filmen benannte Sondermodell Revolution Reloaded gab es ab April 2006. Es basiert auf der Ausstattungsvariante Revolution und verfügt über verchromte 18-Zoll-Leichtmetallräder, gleichfarbige Designelemente in den Scheinwerfern und Heckleuchten. Der Innenraum wird durch eine beigefarbene Leder-Alcantara-Kombination mit roten Ziernähten, Lenkrad-Applikationen in Pianoschwarz und einem Handbremsgriff und Schaltknauf in Leder aufgewertet. Das Sondermodell war in drei speziellen Lacken erhältlich (Brillantschwarz, Carminarot-Metallic oder Haitiblau-Metallic) und besitzt außerdem polierte Leichtmetallringe um die Lüfteröffnungen und -regler sowie die Rundinstrumente. Das nur in Europa angebotene Modell war auf 1.300 Exemplare limitiert, von denen 600 nach Deutschland ausgeliefert wurden.[11]
- Das auf dem Revolution basierende Sondermodell Kuro (japanisch für „Schwarz“) wurde ab April 2007 angeboten und war neben einer schwarzen Sonderlackierung auch in Rot oder Grau erhältlich. Wie auch beim Revolution Reloaded verfügt der Kuro über verchromte 18-Zoll-Leichtmetallräder und gleichfarbige Designelemente in den Scheinwerfern und Rückleuchten. Im Innenraum gibt es eine beige-graue Lederausstattung, ein Lederlenkrad und -handbremshebel, sowie Applikationen in Klavierlackoptik. Außerdem ist der Schaltknauf in Silberoptik gehalten und besitzt ein weißes Schaltschema. Mit einem Preisvorteil von 2.630 Euro wurden lediglich 250 Fahrzeuge mit dem 170-kW-Motor in Deutschland angeboten.[12]
- 40 Jahre nachdem Mazda mit dem Mazda 110 S Cosmo sein erstes Fahrzeug mit Wankelmotor vorgestellt hat, erschien Anfang 2008 zum Jubiläum ein weiteres Editionsmodell des RX-8 namens 40th Anniversary, das erstmals auf der IAA 2007 in Frankfurt vorgestellt wurde. Dieses auf 350 Stück limitierte Modell für 35.100 Euro auf Basis des RX-8 Revolution wurde in Verbindung mit dem stärkeren Motor, einem Bilstein-Sportfahrwerk, sowie vier Lackierungen angeboten (in Deutschland: Arachneweiß-Metallic, Kronosgrau-Metallic sowie Tornadorot-Metallic und Brillantschwarz).[13] Neben 18-Zoll-Leichtmetallrädern, deren Design für die Modellpflege von 2009 weiterverwendet wurde, und blau eingefärbten Nebelscheinwerfern kennzeichnet eine Plakette auf den Kotflügeln die auf 350 Stück limitierte Sonderversion.[14] Innen gibt es ein Lederlenkrad mit Applikationen in Klavierlack und farblich abgesetzte Ziernähte, schwarze Ledersitze mit grauer Alcantara-Sitzmittelbahn sowie einen mit weißem Schaltschema versehenen Schaltknauf und Handbremsgriff aus Leder.[15]

In Großbritannien wurde zusätzlich der bereits im Sondermodell PZ eingesetzte Heckspoiler der Firma Prodrive übernommen und die seitlich eingelegten Plaketten entsprechend ersetzt sowie Edelstahl-Einstiegsleisten mit integrierter Sondermodellnummer verwendet.
In den USA und Kanada war nur die Wagenfarbe Metropolitan Gray Mica erhältlich und die Innenausstattung in Cosmo Red Leather gehalten.
In Japan war das Sondermodell nur in weltweit exklusivem Marble White analog zum ursprünglichen Mazda Cosmo Sport erhältlich und auf 200 Stück limitiert. Das Felgendesign entsprach jedoch dem der herkömmlichen Modelle, dafür in dunklem Silber.
Europäische Ausführungen erhielten im Gegensatz zur restlichen Welt keine silberfarbene Motorabdeckung. Für den europäischen Markt wurden insgesamt 800 Stück produziert, davon 400 Rechtslenker für Großbritannien zu je 200 Stück in Metropolitan Grey Mica und Crystal White Pearl sowie 400 Linkslenker für die Länder Deutschland (324), Spanien (56), Schweiz (8), Frankreich (7), Belgien (3), Portugal (1) und Tschechoslowakei (1) in den Farben Brilliant Black (169), Metropolitan Gray Mica (169), Velocity Red Mica (40) und Crystal White Pearl (22).
- Das zum Ende der Produktion erschienene Sondermodell SPIRIT R war nur noch in Japan erhältlich. Mit Einführung dieses Modells gab es den RX-8 parallel nur noch als Modell Type G mit elektronischer 6-Gang-Automatikschaltung. Basierend auf dem RX-8 Type RS (mit manueller 6-Gang-Schaltung) und Type E (mit elektronischer 6-Gang-Automatikschaltung) verfügt der SPIRIT R in zwei verschiedenen Varianten über ein exklusives Sitzdesign, rote Bremssättel und farbige Leichtmetallräder, die entweder bronzefarben in 19 Zoll (manuelle Schaltung) oder in metallischem Blau-Grau mit 18 Zoll (Automatikschaltung) ausgeführt sind. Außerdem verfügt das Modell mit Automatikschaltung zusätzlich über ein Sportfahrwerk und größere Bremsen. Bei den Sitzen handelt es sich je nach Modellvariante entweder um spezielle Spirit R-Schalensitze von Recaro (manuelle Schaltung) oder schwarze Ledersitze mit roten Ziernähten (Automatikschaltung). Leder und Ziernähte setzen sich entsprechend über Lenkrad, Handbremshebel und Armlehnen fort. Beiden Varianten gemein sind Applikationen in Pianoschwarz auf dem Getriebetunnel. Hinzu kommen die sonst in der Basisausstattung nur optional erhältlichen Kopf- und Seitenairbags. Der SPIRIT R wurde in den Farben Aluminum Metallic, Sparkling Black Mica und Crystal White Pearl Mica (beim Modell mit manueller Schaltung aufpreispflichtig für ca. 310 Euro) angeboten. Die Kaufpreise in Japan beliefen sich auf umgerechnet rund 32.000 Euro für die Variante mit manueller Schaltung und 30.800 Euro für die Automatikversion.[20]

## Modellpflege

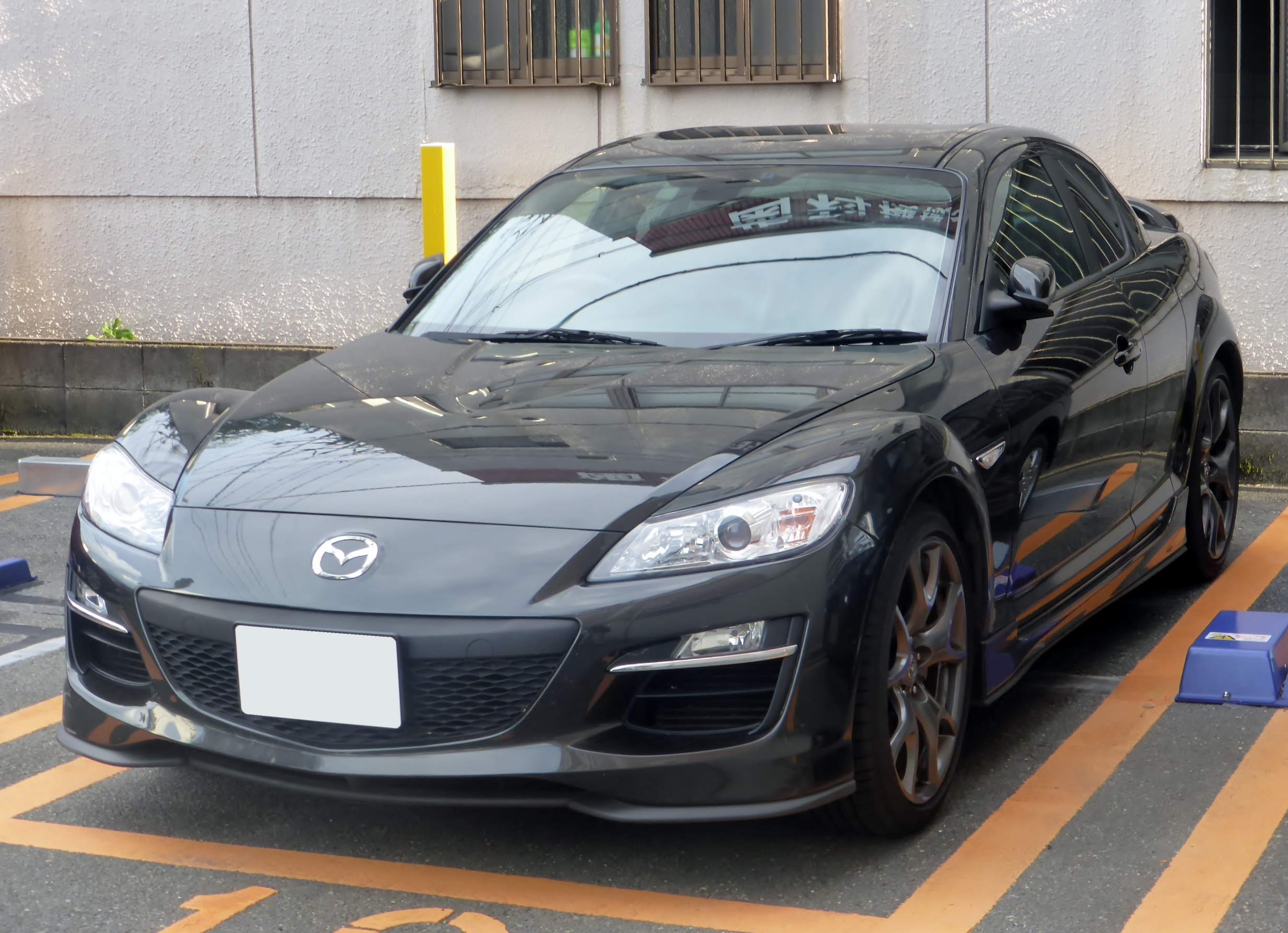
Mazda RX-8 (2009–2012)

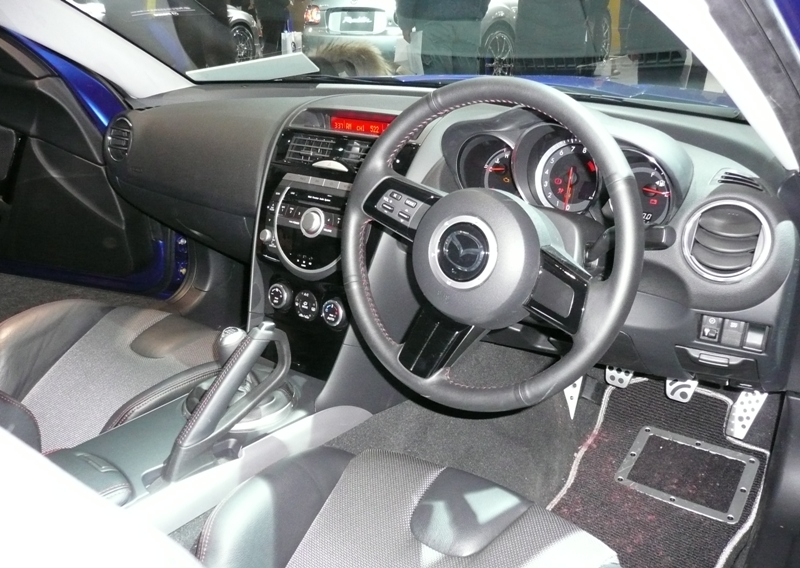
Cockpit

Nach sechs Jahren und weltweit 167.000 verkauften Exemplaren erhielt der RX-8 Anfang 2009 eine Modellpflege. Hauptsächlich betraf diese die Optik und das Fahrwerk, während die Technik nur leicht verändert wurde. Als Motorisierung war ausschließlich die höhere Leistungsstufe mit 170 kW und die Ausstattungslinie Sports-Line mit Komplettausstattung verfügbar. Das auf der Detroit Auto Show 2008 vorgestellte Modell war in den USA bereits vorab erhältlich und wurde im Herbst 2009 auch in Europa eingeführt. Im Jahr 2010 wurde der RX-8 in Deutschland allerdings insgesamt nur 42-mal zugelassen, bevor der Import Ende des Jahres wegen verschärfter Abgasvorschriften eingestellt wurde.
An der Front wurden breitere Scheinwerfer, ein größerer Kühlergrill und neue Stoßfänger mit höher angeordneten Nebelscheinwerfern verwendet, die Platz für 50 % größere Ölkühler-Lufteinlässe schafften. Diese ermöglichen eine um 6 °C kühlere Öltemperatur bei Höchstgeschwindigkeit. Die bisherigen Kühlluftöffnungen hinter den Kotflügeln waren nun kleiner und besitzen integrierte Seitenblinker. Die seitlichen Überhänge am unteren Stoßfänger wurden aerodynamisch optimiert. Des Weiteren wurde ein Heckspoiler auf der Kofferraumklappe montiert und die Heckschürze verändert, und der Durchmesser der Endschalldämpfer auf 90 Millimeter vergrößert. Die Klarglasheckleuchten weisen nun zwei runde Lampen in LED-Technik auf. Ebenso wurden die Leichtmetallräder neu gestaltet.
Im Innenraum befindet sich eine neue Mittelkonsole mit weiter nach oben gerücktem Display und Lüftungsdüsen, darunter ein neues Radio mit Bluetooth-Unterstützung. Umgestaltet wurde auch das Lenkrad und die Sitze, die mehr Platz im Fond ermöglichen sollen.
Der Drehzahlmesser besitzt einen variablen roten Bereich, der sich je nach Motortemperatur verändert. Der Kreiskolbenmotor erhielt zur bedarfsgerechteren Ölversorgung anstelle der mechanischen Ölpumpe eine elektromagnetisch angetriebene Pumpe sowie eine optimierte und vergrößerte Ölwanne. Außerdem wurde jedem Rotor eine dritte, zentral sitzende Öldosierdüse hinzugefügt. Das Sechsgang-Getriebe erhielt eine optimierte Synchronisation spendiert.
Zwecks der Karosseriesteifigkeit verfügt das neue Modell (wie bereits beim 2003er-Modell) über eine Domstrebe im Vorderwagen, die nun trapezförmig ausgeführt ist. Zur Reduzierung der Geräusche und Vibrationen wurde zudem die Geometrie der Hinterachse und die Antriebswelle optimiert. Lenkung und die serienmäßigen Bilstein-Dämpfer wurden neu eingestellt.
Neu ist auch das R3 genannte Sportpaket, das die Linie der R-Pakete, die für den Vorgänger RX-7 angeboten wurden, fortführte. Es beinhaltet ein Sportfahrwerk mit Bilstein-Dämpfern, ein Spoilerpaket und Nebelscheinwerfer. Zudem gibt es geschmiedete 19-Zoll-Leichtmetallräder in anthrazitgrau, Licht- und Regensensor, einen AUX-Eingang, ein bluetooth-fähiges 300-Watt-Bose-Soundsystem mit Sprachsteuerung für die Freisprecheinrichtung und Recaro-Sportsitze.
Das ab 24. November 2011 angebotene Sondermodell Spirit R läutete wie zuvor beim Vorgänger RX-7 das Ende der Produktionsära ein. Nach einer Produktionsverlängerung um 1.000 Exemplare im April 2012 verließ am 22. Juni 2012 das letzte Exemplar des RX-8 das Werk von Mazda in Hiroshima.
Bis Ende April 2012 wurden 192.094 Fahrzeuge gebaut, ein Nachfolge-Modell wurde nicht angekündigt. Der Mazda RX-8 ist somit vorerst das letzte nur von einem Wankelmotor betriebene Serienfahrzeug. Damit endet bis auf weiteres die 49-jährige Geschichte des Kreiskolbenmotors als Antriebsquelle für PKW. Mit der Einführung des MX-30 hielt der Kreiskolbenmotor zumindest als Reichweitenverlängerer bzw. Plug-In-Hybrid wieder Einzug in ein Serienfahrzeug.

## Zulassungszahlen
Zwischen 2003 und 2010 wurden 9462 Mazda RX-8 in der Bundesrepublik Deutschland neu zugelassen. Mit 4146 Einheiten war 2004 das erfolgreichste Verkaufsjahr.
|  |

|  |

|  |

|  |

|  |

|  |

|  |

|  |

|  |

|  |

|  |

|  |

|  |

|  |

|  |

|  |

|  |

|  |

|  |

|  |

|  |

|  |

|  |

|  |

|  |

|  |

|  |

|  |

|  |

|  |

|  |

|  |

|  |

|  |

|  |

|  |

|  |

|  |

|  |

|  |

|  |

|  |

|  |

|  |

|  |

|  |

|  |

|  |

|  |

|  |

|  |

|  |

|  |

|  |

|  |

|  |

|  |

|  |

|  |

|  |

|  |

|  |

|  |

|  |

|  |

|  |

|  |

|  |

|  |

|  |

|  |

|  |

|  |

|  |

|  |

|  |

|  |

|  |

|  |

|  |

|  |

|  |

|  |

|  |

|  |

|  |

|  |

|  |

|  |

|  |

|  |

|  |

|  |

|  |

|  |

|  |

|  |

|  |

|  |

|  |

|  |

|  |

|  |

|  |

|  |

|  |

|  |

|  |

|  |

|  |

|  |

|  |

|  |

|  |

|  |

|  |

|  |

|  |

|  |

|  |

|  |

|  |

|  |

|  |

|  |

|  |

|  |

|  |

|  | Benziner (9.462) |

|  | Benziner (9.462) |